# Solanum celsum
Solanum celsum är en potatisväxtart som beskrevs av Paul Carpenter Standley och Conrad Vernon Morton. Solanum celsum ingår i släktet skattor som ingår i familjen potatisväxter. Inga underarter finns listade i Catalogue of Life.